# 悪徳 (映画)
『悪徳』（あくとく、The Big Knife）は、1955年のアメリカ合衆国の映画。監督はロバート・アルドリッチ、出演はジャック・パランスとアイダ・ルピノなど。クリフォード・オデッツによる同名の戯曲を原作としている。

## 概要
監督であるロバート・アルドリッチが自ら立ち上げたプロダクション「アソシエイツ・アンド・アルドリッチ」の第一回作品として発表されたのが本作である。

『サンセット大通り』(1950年、ビリー・ワイルダー)や『孤独な場所で』(1950年、ニコラス・レイ)と同様に、内容は一見華やかな映画業界の知られざる舞台裏を辛辣なタッチで描いたいわゆる「ハリウッド内幕もの」に類する。
原作となったクリフォード・オデッツ作の舞台劇は、1949年にジョン・ガーフィールド主演でブロードウェイにて初演された。

映画版で、映画会社との意に染まない契約更改に迫られるスター俳優の主人公を演じたジャック・パランスは後年、ジャン=リュック・ゴダール監督の『軽蔑』(1963年)で本作の役を裏返したような高圧的なハリウッドのプロデューサーを演じている。

ロッド・スタイガーが演じた、主人公を追い詰める冷酷非情なボス「スタンリー・ホフ」はルイス・B・メイヤーやハリー・コーンなどハリウッドに実在した大物プロデューサーがモデルとされている。

## キャスト
- チャーリー・キャッスル: ジャック・パランス
- マリオン・カースル: アイダ・ルピノ
- スマイリー・コイ: ウェンデル・コーリー
- コニー・ブリス: ジーン・ヘイゲン
- スタンリー・ホフ: ロッド・スタイガー
- ディキシー・エヴァンス: シェリー・ウィンターズ

### 受賞歴
- 第16回ヴェネツィア国際映画祭銀獅子賞 (監督賞)受賞